# Mol (by)
 For alternative betydninger, se Mol. (Se også artikler, som begynder med Mol)
Mol er en by i Belgien med ca. 100.000 indbyggere. Hadise, som repræsenterede Tyrkiet i Eurovision Song Contest 2009, er født i Mol.